# Lotto (produzione)
Un lotto è un quantitativo di prodotto di caratteristiche uniformi.
Questo termine è molto utilizzato nelle discipline economiche per indicare una quantità di merce che entra o esce da un processo di produzione industriale.